# Swedish Open 2003 - Qualificazioni singolare
Le qualificazioni del singolare  dello  Swedish Open 2003 sono state un torneo di tennis preliminare per accedere alla fase finale della manifestazione. I vincitori dell'ultimo turno sono entrati di diritto nel tabellone principale. In caso di ritiro di uno o più giocatori aventi diritto a questi sono subentrati i lucky loser, ossia i giocatori che hanno perso nell'ultimo turno ma che avevano una classifica più alta rispetto agli altri partecipanti che avevano comunque perso nel turno finale.
Le qualificazioni del torneo Swedish Open 2003 prevedevano 32 partecipanti di cui 4 sono entrati nel tabellone principale.

## Teste di serie
1. Federico Browne (ultimo turno)
2. Rogier Wassen (Qualificato)
3. Markus Hipfl (Qualificato)
4. Timo Nieminen (secondo turno)

1. Marcus Sarstrand (Qualificato)
2. Ladislav Švarc (ultimo turno)
3. Henrik Andersson (Qualificato)
4. Robert Lindstedt (secondo turno)

## Qualificati
1. Marcus Sarstrand
2. Rogier Wassen

1. Markus Hipfl
2. Henrik Andersson

## Tabellone

### Legenda
| - Q = Qualificato - WC = Wild card - LL = Lucky loser | - ALT = Alternate - SE = Special Exempt - PR = Protected Ranking | - w/o = Walkover - r = Ritirato - d = Squalificato |

### Sezione 1
|  | Primo turno       | Primo turno       | Primo turno       | Primo turno | Primo turno |  |  | Secondo turno | Secondo turno    | Secondo turno   | Secondo turno    | Secondo turno |   |   | Ultimo turno | Ultimo turno    | Ultimo turno | Ultimo turno | Ultimo turno |  |
|  |                   |                   |                   |             |             |  |  |               |                  |                 |                  |               |   |   |              |                 |              |              |              |  |
|  |                   |                   |                   |             |             |  |  |               |                  |                 |                  |               |   |   |              |                 |              |              |              |  |
|  |                   |                   |                   |             |             |  |  | 1             | Federico Browne  | Federico Browne | 6                | 6             |   |   |              |                 |              |              |              |  |
|  | Fredrik Jonsson   | Fredrik Jonsson   | 3                 | 6           | 7           |  |  |               | Fredrik Jonsson  | Fredrik Jonsson | 2                | 4             |   |   |              |                 |              |              |              |  |
|  | Ola Jonsson       | Ola Jonsson       | 6                 | 2           | 63          |  |  |               |                  |                 |                  |               |   |   | 1            | Federico Browne | 2            | 6            | 4            |  |
|  | Pierre Berntsson  | Pierre Berntsson  | Pierre Berntsson  | 6           | 6           |  |  |               |                  | 5               | Marcus Sarstrand | 6             | 3 | 6 |              |                 |              |              |              |  |
|  | Robert Samuelsson | Robert Samuelsson | Robert Samuelsson | 4           | 1           |  |  |               | Pierre Berntsson | 2               | 6                | 3             |   |   |              |                 |              |              |              |  |
|  |                   |                   |                   |             |             |  |  | 5             | Marcus Sarstrand | 6               | 3                | 6             |   |   |              |                 |              |              |              |  |
|  |                   |                   |                   |             |             |  |  |               |                  |                 |                  |               |   |   |              |                 |              |              |              |  |

### Sezione 2
|  | Primo turno       | Primo turno       | Primo turno       | Primo turno | Primo turno |  |  | Secondo turno | Secondo turno     | Secondo turno     | Secondo turno     | Secondo turno     |   |   | Ultimo turno | Ultimo turno  | Ultimo turno  | Ultimo turno | Ultimo turno |  |
|  |                   |                   |                   |             |             |  |  |               |                   |                   |                   |                   |   |   |              |               |               |              |              |  |
|  |                   |                   |                   |             |             |  |  |               |                   |                   |                   |                   |   |   |              |               |               |              |              |  |
|  |                   |                   |                   |             |             |  |  | 2             | Rogier Wassen     | 1                 | 6                 | 7                 |   |   |              |               |               |              |              |  |
|  | Alexander Hartman | Alexander Hartman | Alexander Hartman | 6           | 6           |  |  |               | Alexander Hartman | 6                 | 3                 | 5                 |   |   |              |               |               |              |              |  |
|  | Rickard Holmstrom | Rickard Holmstrom | Rickard Holmstrom | 2           | 1           |  |  |               |                   |                   |                   |                   |   |   | 2            | Rogier Wassen | Rogier Wassen | 7            | 6            |  |
|  | Mattias Hellstrom | Mattias Hellstrom | Mattias Hellstrom | 7           | 6           |  |  |               |                   |                   | Mattias Hellstrom | Mattias Hellstrom | 5 | 3 |              |               |               |              |              |  |
|  | Jacob Adaktusson  | Jacob Adaktusson  | Jacob Adaktusson  | 5           | 4           |  |  |               | Mattias Hellstrom | Mattias Hellstrom | 6                 | 6                 |   |   |              |               |               |              |              |  |
|  | 8                 | Robert Lindstedt  | 6                 | 4           | 6           |  |  | 8             | Robert Lindstedt  | Robert Lindstedt  | 2                 | 4                 |   |   |              |               |               |              |              |  |
|  |                   | Nicklas Timfjord  | 3                 | 6           | 3           |  |  |               |                   |                   |                   |                   |   |   |              |               |               |              |              |  |

### Sezione 3
|  | Primo turno       | Primo turno       | Primo turno       | Primo turno | Primo turno |  |  | Secondo turno | Secondo turno     | Secondo turno     | Secondo turno  | Secondo turno |   |   | Ultimo turno | Ultimo turno | Ultimo turno | Ultimo turno | Ultimo turno |  |
|  |                   |                   |                   |             |             |  |  |               |                   |                   |                |               |   |   |              |              |              |              |              |  |
|  |                   |                   |                   |             |             |  |  |               |                   |                   |                |               |   |   |              |              |              |              |              |  |
|  |                   |                   |                   |             |             |  |  | 3             | Markus Hipfl      | 4                 | 6              | 6             |   |   |              |              |              |              |              |  |
|  | Frederik Nielsen  | Frederik Nielsen  | 1                 | 7           | 6           |  |  |               | Frederik Nielsen  | 6                 | 1              | 1             |   |   |              |              |              |              |              |  |
|  | Luis Morejon      | Luis Morejon      | 6                 | 6           | 1           |  |  |               |                   |                   |                |               |   |   | 3            | Markus Hipfl | 6            | 3            | 6            |  |
|  | Tobias Hildebrand | Tobias Hildebrand | Tobias Hildebrand | 6           | 6           |  |  |               |                   | 6                 | Ladislav Švarc | 2             | 6 | 3 |              |              |              |              |              |  |
|  | Emil Lindgren     | Emil Lindgren     | Emil Lindgren     | 3           | 1           |  |  |               | Tobias Hildebrand | Tobias Hildebrand | 4              | 1             |   |   |              |              |              |              |              |  |
|  | 6                 | Ladislav Švarc    | Ladislav Švarc    | 6           | 6           |  |  | 6             | Ladislav Švarc    | Ladislav Švarc    | 6              | 6             |   |   |              |              |              |              |              |  |
|  |                   | Daniel Andersson  | Daniel Andersson  | 3           | 2           |  |  |               |                   |                   |                |               |   |   |              |              |              |              |              |  |

### Sezione 4
|  | Primo turno     | Primo turno       | Primo turno     | Primo turno | Primo turno |  |  | Secondo turno | Secondo turno    | Secondo turno    | Secondo turno    | Secondo turno    |   |   | Ultimo turno | Ultimo turno   | Ultimo turno   | Ultimo turno | Ultimo turno |  |
|  |                 |                   |                 |             |             |  |  |               |                  |                  |                  |                  |   |   |              |                |                |              |              |  |
|  |                 |                   |                 |             |             |  |  |               |                  |                  |                  |                  |   |   |              |                |                |              |              |  |
|  |                 |                   |                 |             |             |  |  | 4             | Timo Nieminen    | Timo Nieminen    | 3                | 3                |   |   |              |                |                |              |              |  |
|  | Daniel Schalén  | Daniel Schalén    | Daniel Schalén  | 7           | 6           |  |  |               | Daniel Schalén   | Daniel Schalén   | 6                | 6                |   |   |              |                |                |              |              |  |
|  | Jon Hedman      | Jon Hedman        | Jon Hedman      | 65          | 4           |  |  |               |                  |                  |                  |                  |   |   |              | Daniel Schalén | Daniel Schalén | 0            | 2            |  |
|  | Pablo Figueroa  | Pablo Figueroa    | Pablo Figueroa  | 6           | 6           |  |  |               |                  | 7                | Henrik Andersson | Henrik Andersson | 6 | 6 |              |                |                |              |              |  |
|  | Ervin Eleskovic | Ervin Eleskovic   | Ervin Eleskovic | 1           | 3           |  |  |               | Pablo Figueroa   | Pablo Figueroa   | 4                | 4                |   |   |              |                |                |              |              |  |
|  | 7               | Henrik Andersson  | 3               | 6           | 6           |  |  | 7             | Henrik Andersson | Henrik Andersson | 6                | 6                |   |   |              |                |                |              |              |  |
|  |                 | Robert Gustafsson | 6               | 3           | 2           |  |  |               |                  |                  |                  |                  |   |   |              |                |                |              |              |  |